# 气旋雷瓦
1993年12月到1994年1月期间，强烈热带气旋雷瓦（英語：Severe Tropical Cyclone Rewa）一共在南太平洋迂回行进了28天，先后对6个国家构成影响，共计造成22人死亡。气旋雷瓦源于12月28日诺鲁以南洋面的热带扰动，并在形成后向西南方向穿越所罗门群岛，从南太平洋盆地穿过东经160度线进入澳大利亚海域。气旋开始稳步增强并转向南下，其12月31日的行进方向与澳大利亚东海岸基本平行。1月2日，雷瓦达到第一波最高强度，成为四级热带气旋，但这一强度只保持了约12小时就开始因风切变增加而减弱。1月4日，风暴转向东南回到南太平洋盆地，并在接下来两天里从新喀里多尼亚上空掠过，然后降级成热带低气压并转朝西北方向移动，于1月10日再次进入澳大利亚海域。
接下来的几天里，气旋表现出重新强化迹象，并且前进路线在巴布亚新几内亚东南方向形成拉长的圆环。雷瓦随后在向东南方向移动的过程中进入快速增强期，达到五级强烈热带气旋的最高强度。之后几天里，风暴回转向西南方向移动并逐渐弱化。有气象监测部门预计雷瓦会从昆士兰州麦凯附近登陆，但从1月18日开始，气旋与一片上层低压槽发生相互作用并因此转朝东南方向移动，沿昆士兰州海岸擦过。1月20日，雷瓦转变成温带气旋，其残留还在3天后给新西兰带去倾盆大雨。
这场气旋一共夺走了22人的生命，影响的国家和地区包括所罗门群岛、巴布亚新几内亚、澳大利亚东海岸、新喀里多尼亚、瓦努阿图和新西兰。风暴期间，一艘香蕉帆船在前往罗塞尔岛的途中失踪，船的残骸之后冲到岛上，其上9人估计都已遇难。昆士兰州有3人因风暴引发的交通事故丧生，还有1人被困在排水管道中而死。新喀里多尼亚也有1人死亡，巴布亚新几内亚有8人溺毙。风暴的名称“雷瓦”在热带气旋季过后予以退役，之后都不会再在南太平洋热带气旋命名时采用。

## 气象历史

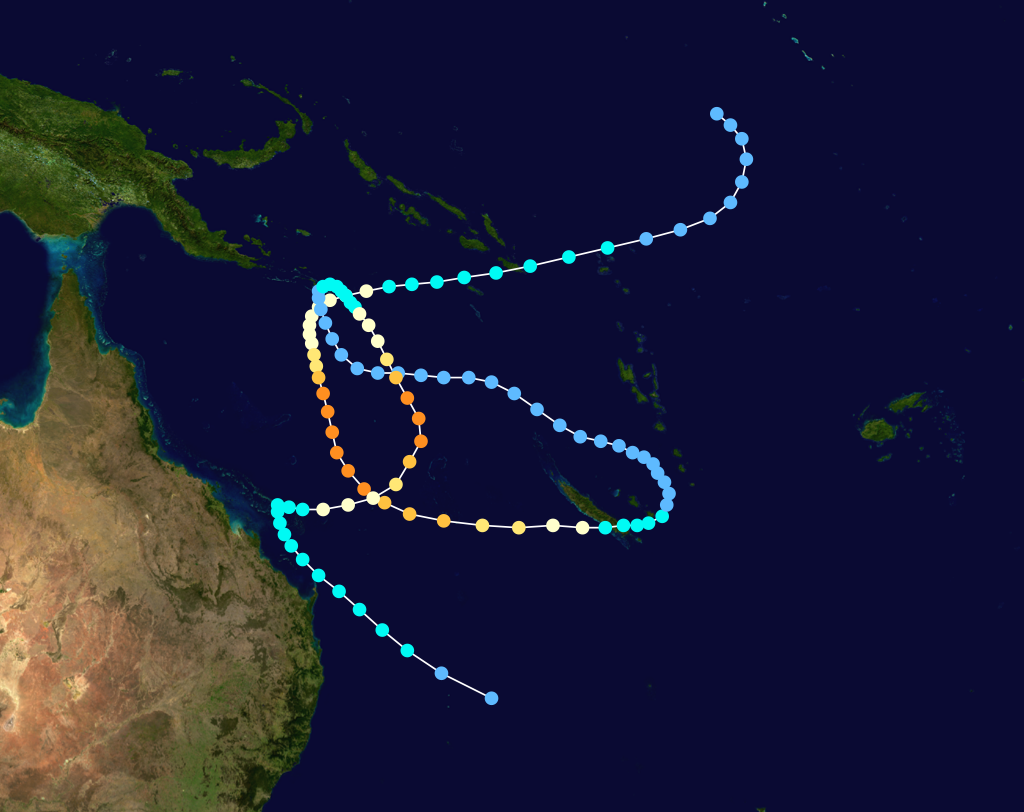
根据联合台风警报中心数据制作的气旋雷瓦路径图。

12月26日，诺鲁东部以南方向约575公里海域的热带辐合带发展出热带低气压，位于楠迪的斐济气象局热带气旋警报中心开始对其进行监控。接下来几天里，低气压因受从北向东的转向气流影响而向西南偏西方向移动，并在这一过程中逐渐发展，组织结构也得到改善。12月28日，联合台风警报中心将低气压归类为第05号热带低气压，然后楠迪的热带气旋警报中心宣布天气系统已经发展成澳大利亚海域热带气旋强度分级中的一级热带气旋，并将其命名为“雷瓦”（Rewa）。接下来几天里，由于外界存在有利于热带气旋发展的上层风，系统在向西南偏南方向移动的过程中逐渐强化，于12月29日经过所罗门群岛，并对巴布亚新几内亚东南部多个岛屿产生影响。途经所罗门群岛期间，雷瓦离开南太平洋进入澳大利亚海域，这里属澳大利亚气象局驻布里斯班的热带气旋警报中心预警责任范围。
12月30日，联合台风警报中心报告称，雷瓦的强度已经可以在萨菲尔-辛普森飓风等级下达到一级飓风标准，次日清晨，布里斯班的热带气旋警报中心报道，系统已经发展成三级强烈热带气旋，并且卫星图像上已经可以看到風眼。接下来系统突然大幅转向，并因与上层低压槽发生相互作用而开始沿昆士兰州南海岸平行移动。1月2日，联合台风警报中心和布里斯班的热带气旋警报中心均报告雷瓦已达到最高强度，其中联合台风警报中心报告的一分钟持续风速为每小时230公里，相当于萨菲尔-辛普森飓风等级下的四级飓风；而布里斯班的热带气旋警报中心则报告十分钟持续风速每小时205公里，中心气压920毫巴（百帕，27.17英寸汞柱），在澳大利亚海域分级中属五级强烈热带气旋。不过，布里斯班的热带气旋警报中心之后在对数据重新加以分析时把风暴的最大持续风速降至每小时175公里，这样雷瓦就只达到四级强烈热带气旋标准。气旋在此强度下保持了约12小时，然后因由北向西的上层气流增强导致系统上空的垂直风切变增多，从1月3日开始减弱。这一天里气旋总体向南面偏东方向移动，之后又在逼近东经160°线后略向东面转向。
1月4日，雷瓦回转进入南太平洋并继续东进，这时其强度已降至三级强烈热带气旋级别，并且还在继续减弱，楠迪的热带气旋警报中心估计系统的十分钟持续风速约为每小时150公里。次日，由于新喀里多尼亚的山脉产生炎热而干燥的焚风，对气旋环流造成不利影响，其风眼也因此变得模糊。楠迪的热带气旋警报中心在报告中称，系统已弱化成二级热带气旋，而联合台风警报中心则认为雷瓦已经降级为热带风暴。气旋随后在新喀里多尼亚西南海岸的圣文森特湾（Saint Vincent Bay）附近登陆，再于1月6日从蒂奥（Thio）附近重回大海。到1月7日时，由于受到从北向西的上层气流影响，雷瓦的环流已经暴露出来，为此联合台风警报中心和楠迪的热带气旋警报中心均报告称气旋已经降级成热带低气压。之后的3天里，系统的残余下层环流因受新西兰和克马德克群岛之间强烈高气压区产生的东南向信风影响而转向西北。1月10日，雷瓦的残留离开南太平洋再次进入澳大利亚海域，并在这一过程中因澳大利亚东部海域上空的中到上层低压槽规模增大而开始重新增强成热带气旋。
进入澳大利亚海域后，风暴先是向西北方向前进，之后转向北上，其路径形成巨大的圆弧，联合台风警报中心和莫尔兹比港的热带气旋警报中心于1月13日宣布，系统已在巴布亚新几内亚南部岛屿附近再度强化成热带气旋。当晚，雷瓦在塔古拉岛附近向顺时针方向急剧转向，开始向东南方向、布里斯班热带气旋警报中心责任范围进发，并在这一过程中进一步增强。1月15日，布里斯班的热带气旋警报中心报告称，气旋已经再次增强成三级强烈热带气旋，而联合台风警报中心则报告雷瓦已经再次达到一级飓风标准。当晚，由于有上层低压槽逼近，风暴开始爆发性增强。次日，联合台风警报中心称系统已经达到一分钟持续风速每小时230公里的最高强度。布里斯班的热带气旋警报中心也在这天晚些时候称雷瓦的十分钟持续风速为每小时205公里，这已经达到澳大利亚海域的五级强烈热带气旋标准。达到最高强度后，系统回转向西南偏南方向移动并开始逐渐减弱。到了1月18日，联合台风警报中心称雷瓦已经降至热带风暴强度，但布里斯班的热带气旋警报中心仍坚持认为雷瓦在这天尚属三级强烈热带气旋。次日，布里斯班的热带气旋警报中心称，风暴已减弱成二级热带气旋，并回转向东南方向移动，行进至昆士兰州麦凯以东约265公里洋面。系统在接下来两天里强度基本保持稳定，并沿昆士兰州海岸向东南偏南方向前进。1月21日，布里斯班的热带气旋警报中心和联合台风警报中心报道，雷瓦已经第三次（也是最后一次）进入南太平洋，并且强度已低于热带气旋标准。1月23日，位于惠灵顿的热带气旋警报中心发现风暴残留的踪迹，新西兰降下暴雨，系统最终在惠灵顿以东约400公里海域上空消散。

## 防灾措施和影响
气旋雷瓦先后对所罗门群岛、巴布亚新几内亚、澳大利亚东海岸、新喀里多尼亚、瓦努阿图和新西兰部分地区构成影响，一共夺走了22人的生命。由于风暴造成了严重影响，其名称“雷瓦”之后予以退役，永远都不会再在南太平洋热带气旋命名时采用。

### 所罗门群岛、新喀里多尼亚、瓦努阿图和新西兰
12月28至30日，所罗门群岛受到正在发展的雷瓦袭击，是第一个受这场风暴影响的岛国。12月28日系统成为热带气旋时正从该国马莱塔省的外围环礁以北经过，风暴接下来又掠过马莱塔岛的最南端上空，再于12月29日从瓜达尔卡纳尔岛以南和拉纳尔岛以北经过。
1月5日，气旋雷瓦开始影响新喀里多尼亚，再于当晚从格朗特尔岛上空经过。该群岛部分地区降雨量超过300毫米，所有的主要河流都因此出现泛滥。新喀里多尼亚发生多起山体滑坡，还有1人丧生，洛亚蒂群岛的马雷岛上一处海港的部分海港墙被风暴产生的大浪摧毁。
12月28日，系统经过所罗门群岛期间没有对瓦努阿图构成影响，但到了1月5日气旋经过新喀里多尼亚后还是对瓦努阿图的南部多个岛屿产生了影响。1月6至8日，雷瓦向北面偏西方向前进，给塔菲亚省部分地区带去大风，其强度接近烈风标准。1月8至9日，气旋从维拉港东南方向约175公里洋面经过，给埃法特岛带去强烈的西北风和大浪，对港口的潮间带构成破坏。
1月19至24日，风暴残留、菲奥德兰上空缓慢移动的锋，以及一场南风暴共同作用，导致新西兰南部岛屿普降暴雨并引发洪灾。1月21日，该国韦斯特兰区、菲奥德兰和南部湖区出现洪区和多起山体滑坡，还有许多道路和桥梁受损。

### 巴布亚新几内亚
气旋雷瓦存在期间先后两次对巴布亚新几内亚构成影响，首先是在12月28日至次年1月1日，第二次则是1月12至14日。风暴来袭前，塔古拉岛、罗塞尔岛和萨马赖岛收到了气旋预警和警报，有关部门呼吁人们不要前往海滩。接下来雷瓦产生的暴雨、大浪和时速达100公里的大风又对包括塔古拉岛、罗塞尔岛和萨马赖岛在内的群岛部分地区构成影响。受灾最严重的地区集中在主要河流沿线附近社区，气旋导致多条道路阻塞、多座桥梁与一所教堂、以及许多民房和庭院被毁，包括咖啡和椰子在内的部分重要作物也毁于一旦。风暴在这些地区一共造成17人死亡，其中8人属溺毙，另有约3500人无家可归。一艘香蕉帆船在前往罗塞尔岛的途中因遇上大浪失踪，地方虽有组织搜救，但他们只发现船的残骸，该国救灾应急部门估计船上9人均已遇难。协调世界时12月30日凌晨0点，罗塞尔岛上的一处自动气象站测得每小时55公里的最大持续风速。

### 澳大利亚
1994年初，气旋雷瓦在南下期间曾沿昆士兰州海岸平行移动，但由于其位置距陆地尚远，在麦凯东部以北约600公里处，因此没有对该州产生任何直接影响。风暴产生的大浪对部分沿海地区构成间接影响，多人因此需要救援才能脱困，这种情况一直到1月4日气旋开始朝新喀里多尼亚移动后才结束。雷瓦开始再次影响昆士兰州时，布里斯班的热带气旋警报中心向该州多个区域发布预警和警报，并预计风暴会在麦凯附近登陆。1月18日，地方灾害委员会举行会晤，考虑是否要将居民撤离，还有直升机前去告知那些正在国家公园度假的人们做好准备。肖尔沃特湾（Shoalwater Bay）正在举行的军事演习被迫中止，军事人员疏散到洛坎普顿，以免受到洪水的威胁。海岸沿线有包括格拉德斯通在内的多个港口予以关闭，并告知大型船只暂时留在海上，小型船只则应加固，做好防范风暴来袭的准备。
1月19日，雷瓦开始给昆士兰州带去倾盆大雨和风暴强度大风，给海岸沿线造成一定程度破坏。不过，气旋并没有像之前预测的那样登陆麦凯，而是回转向东南偏南方向移动，最近时距海岸仅有不到100公里。耶蓬近海有艘拖网渔船因遇上雷瓦产生的大浪导致螺旋槳受损，并且铁锚的链条也被扯断，船上两名男子只能顺水飘流、听天由命，所幸他们之后都由陆军黑鹰直升机所救。埃利奥特夫人岛受灾最为严重，受到气旋风力的强烈冲击；赫伦岛有多种珍稀树木和鸟类栖息地不是完全被毁就是严重受损。1月19日，雷瓦与上层低压槽发生相互作用，给布里斯班和黄金海岸部分区域带去暴雨和雷暴。布里斯班在6小时内的降雨量就超过144毫米，导致该市4人丧生，并出现局部洪灾。有3人是因交通事故死亡，另1人在洪水中冲浪，结果困在排水管道中溺毙。整个布里斯班有约100套民宅和20辆汽车因洪水受损，西澳大利亚州对抗昆士兰州的谢菲尔德盾板球比赛予以推迟，比赛场馆已经因洪水变得类似于小型湖泊。